# Maria Czubasiewicz
Maria Czubasiewicz (ur. 17 kwietnia 1953 r. w Poraju) – polska aktorka filmowa i teatralna. 

## Życiorys
Absolwentka V Liceum Ogólnokształcącego im. Adama Mickiewicza w Częstochowie. W 1976 roku ukończyła studia na PWST w Warszawie.

## Wybrana filmografia
- Kryminalni, jako szefowa biura poselskiego Gwernickiego, odc. 74 (2007)
- Kuchnia polska, jako Stępińska (1991)
- Zmiennicy (1986)
- C.K. Dezerterzy, jako Rozsa (1985)
- Urwisy z Doliny Młynów, jako mama Jasia (1985)
- Kobieta w kapeluszu, jako Grabowska (1984)
- Najdłuższa wojna nowoczesnej Europy, (odc. 12) (1981)
- Zerwane cumy, jako Danka (1979)
- 07 zgłoś się, jako Kazia (1976–1987)